# ZB-500
ZB-500 (ros. ЗБ-500) – radziecka bomba zapalająca zawierająca 215 kg napalmu. Bomba ZB-500 przeznaczona jest do niszczenia celów powierzchniowych i dlatego w odróżnieniu od bomb ZAB nie ma grubościennej głowicy. Rozrzucenie mieszaniny zapalającej następuje głównie pod wpływem uderzenia bomby o ziemię.